# Sân bay Savannakhet
Sân bay Savannakhet (mã sân bay: |ZVK|VLSK) là một sân bay nội địa gần Savannakhet, Lào. Sân bay có 1 đường băng dài 1.633 m.